# روبرت إلسوورث
روبرت إلسوورث (بالإنجليزية: Robert Ellsworth)‏ (و. 1926 – 2011 م) هو سياسي، ومحامي، وضابط، ودبلوماسي من الولايات المتحدة الأمريكية . ولد في لورانس . تولى منصب أعضاء مجلس النواب الأمريكي .
وهو عضو في الحزب الجمهوري .
توفي في إنسينيتاس، سان ديغو، كاليفورنيا .

## التعليم
تعلم في جامعة ميشيغان، وUniversity of Michigan Law School، وجامعة كانساس.

## الخدمة العسكرية
خدم في بحرية الولايات المتحدة.

## جوائز وترشيحات
حصل على جوائز منها:
- Knight of Honor.

## روابط خارجية
- روبرت إلسوورث على موقع مونزينجر (الألمانية)
- روبرت إلسوورث على موقع إن إن دي بي (الإنجليزية)